# Yellowcard
Yellowcard és un grup de pop punk format a Jacksonville, Florida l'any 1997, i basada en Los Angeles, Califòrnia des del 2000. Un tret distintiu de la música de Yellowcard és l'ús del violí, fent-los únics en aquest gènere.

## Membres de la banda
- Ryan Key - cantant líder, guitarra rítmica (1999–)
- Sean Mackin - violí, segones veus (1999–)
- Ryan Mendez - guitarra solista, segones veus (2005–)
- Longineu W. Parsons III - bateria (instrument musical), instruments de percussió (1997–)

### Membres passats
- Peter Mosely - baix, segones veus (2002–2003, 2004–2007)
- Ben Harper - guitarra solista (1997–2005)
- Alex Lewis - baix, segones veus (2003–2004)
- Warren Cooke - baix (1997–2002)
- Ben Dobson - cantant (1997–1999)
- Todd Clarry - guitarra rítmica, segones veus (1997–2000)

## Discografia

### Àlbums i EPs
| Data de lliurament      | Títol                                                       | Discogràfica     | US Billboard Peak | UK Peak | US Sales    |
| ----------------------- | ----------------------------------------------------------- | ---------------- | ----------------- | ------- | ----------- |
| 1 d'abril del 1997      | Midget Tossing                                              | DIY Records      |                   |         |             |
| 30 de març del 1999     | Where We Stand                                              | Takeover Records |                   |         |             |
| 2000                    | Still Standing EP (EP)                                      | DIY Records      |                   |         |             |
| 17 d'abril 17 del 2001  | One for the Kids                                            | Lobster Records  |                   |         |             |
| 9 de juliol del 2002    | The Underdog EP (EP)                                        | Fueled By Ramen  |                   |         |             |
| 22 de juliol del 2003   | Ocean Avenue                                                | Capitol Records  | 23                | 149     | 2x Platinum |
| 24 de gener del 2006    | Lights and Sounds                                           | Capitol Records  | 5                 | 59      | Or          |
| 17 de juliol del 2007   | Paper Walls                                                 | Capitol Records  | 13                | 113     |             |
| 22 de gener del 2008    | Live from Las Vegas at the Palms                            | Capitol Records  | 15 (digital)      | Unknown |             |
| 16 de juny del 2009     | Deep Cuts (EP de cares B d'àlbums previs)                   | Capitol Records  | Unknown           | Unknown |             |
| 22 de març del 2011     | When You're Through Thinking, Say Yes                       | Hopeless         | Unknown           | Unknown |             |
| 14 d'agost del 2012     | Southern Air                                                | Hopeless         | Unknown           | Unknown |             |
| 13 d'agost del 2013     | Ocean Avenue Acoustic (versió acústica de l'àlbum del 2003) | Hopeless         | Unknown           | Unknown |             |
| 7 d'octubre del 2014    | Lift a Sail                                                 | Razor & Tie      | Unknown           | Unknown |             |
| 18 d'abril del 2015     | A Perfect Sky (EP)                                          | Razor & Tie      | Unknown           | Unknown |             |
| 30 de setembre del 2016 | Yellowcard                                                  | Hopeless         | Unknown           | Unknown |             |

### Senzills
| Any  | Cançó                  | US Hot 100 | U.S. Modern Rock | UK Singles Chart | AUS | US Adult Top 40 | Pop 100 | Certificació RIAA | Àlbum             |
| ---- | ---------------------- | ---------- | ---------------- | ---------------- | --- | --------------- | ------- | ----------------- | ----------------- |
| 2003 | "Powder"               | -          | -                | -                | -   | -               | -       | -                 | The Underdog EP   |
| 2003 | "Way Away"             | -          | 25               | 63               | -   | -               | -       | -                 | Ocean Avenue      |
| 2003 | "Ocean Avenue"         | 37         | 21               | 65               | 61  | 27              | -       | Gold              | Ocean Avenue      |
| 2004 | "Only One"             | -          | 15               | -                | -   | -               | -       | Gold              | Ocean Avenue      |
| 2006 | "Lights and Sounds"    | 50         | 4                | 56               | 24  | -               | 42      | -                 | Lights and Sounds |
| 2006 | "Rough Landing, Holly" | -          | 27               | -                | 49  | -               | -       | -                 | Lights and Sounds |
| 2007 | "Light Up the Sky"     | -          | -                | -                | -   | 32              | -       | -                 | Paper Walls       |